# Nowoje Pieriepieczino (przystanek kolejowy)
Nowoje Pieriepieczino (ros. Новое Перепечино) – przystanek kolejowy w pobliżu miejscowości Nowoje Pieriepieczino, w rejonie pietuszyńskim, w obwodzie włodzimierskim, w Rosji. Położony jest na nowym szlaku Kolei Transsyberyjskiej.